# Cubeos
Os Cubeos são um grupo indígena que habita o Noroeste do estado brasileiro do Amazonas, mais precisamente nas Áreas Indígenas Alto Rio Negro, Médio Rio Negro I e Yauareté I, além da Colômbia.

## Galeria

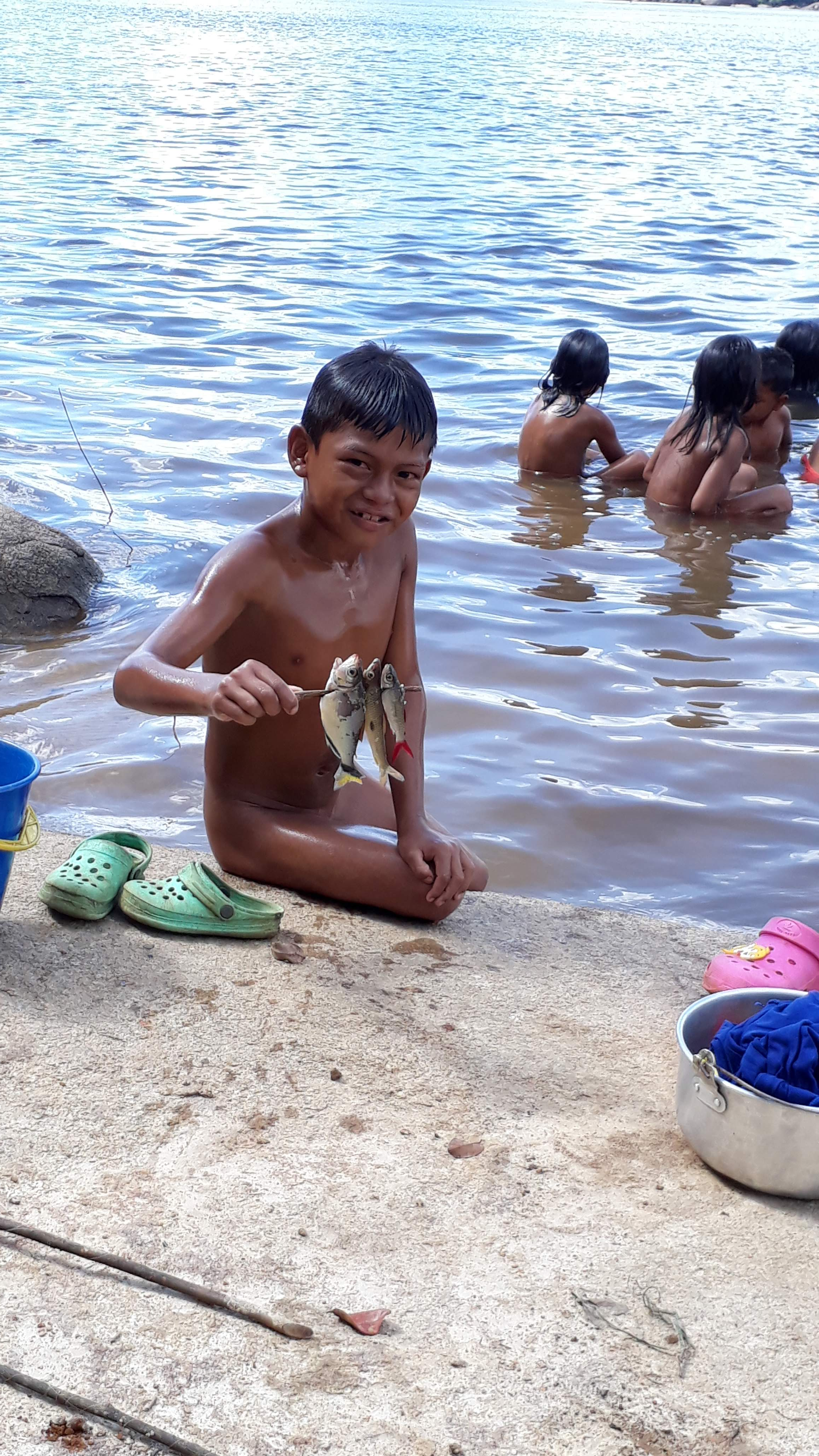
Menino indígena Cubeo
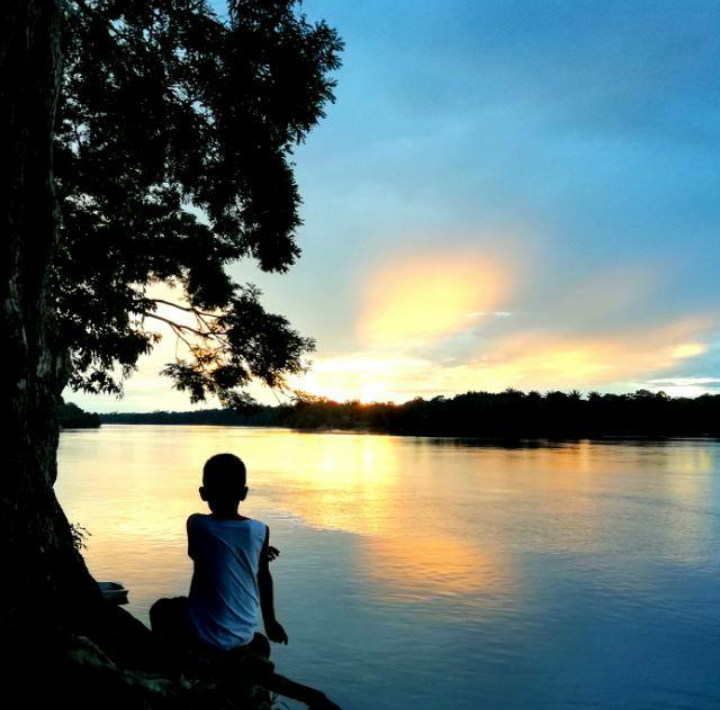
Rio Vaupés (Colômbia)
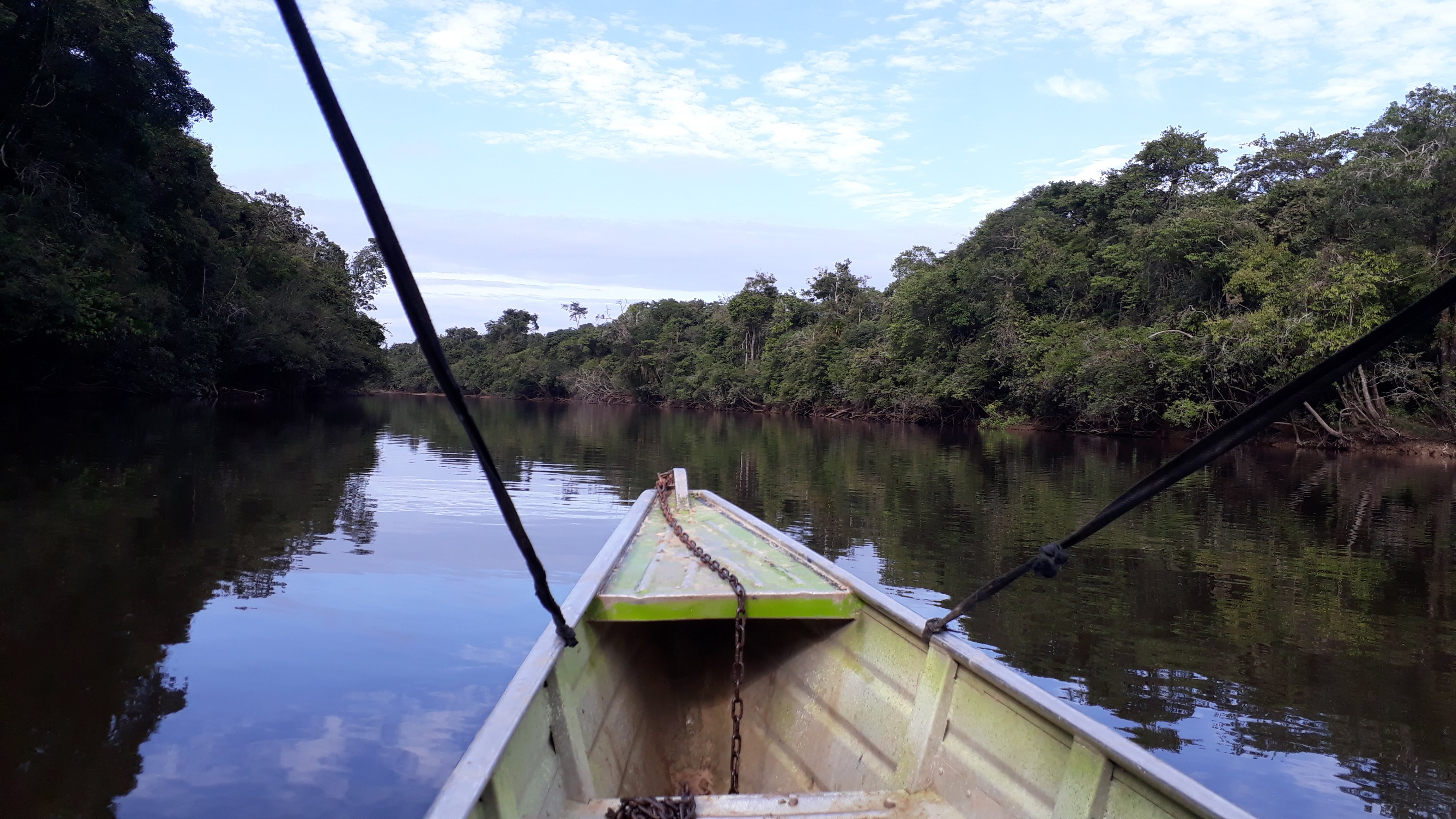
Rio Ccuduyari - Etnia Cubeo

## Ligações Externas
- Acervo Etnográfico Museu do Índio - Cubeos/